# 施皮茨利山
47°16′59″N 9°17′34″E / 47.28306°N 9.29278°E
施皮茨利山（德語：Spitzli），是瑞士的山峰，位於該國東北部，由外阿彭策爾州負責管轄，屬於阿彭策爾阿爾卑斯山脈的一部分，海拔高度1,519米。